# Coelichneumon taihorinus
Coelichneumon taihorinus là một loài tò vò trong họ Ichneumonidae.